# Wilhelm al IV-lea de Bavaria
Wilhelm al IV-lea, supranumit cel Statornic, (n. 13 noiembrie 1493, München, Ducatul de Bavaria – d. 7 martie 1550, München, Ducatul de Bavaria) aparținând Casei de Wittlesbach, a fost Duce al Bavariei din 1508 până la moarte.
Sub cârmuirea sa Bavaria a devenit bastionul Contrareformei în Sfântul Imperiu Roman (de unde provine și supranumele său) el fiind o pesoană semnificativă pentru începuturile artei renascentiste bavareze. Wilhelm a cârmuit alături de fratele său mai mic, Ludovic al X-lea, moartea căruia a marcat în 1545 sfârșitul definitiv al divizării Ducatului de Bavaria.

## Biografie
Wilhelm a fost fiul ducelui Bavariei, Albert al IV-lea, și al soției sale, Cunigunda de Austria, fiica împăratului Frederic al III-lea.
Deoarece tatăl său era convins de necesitatea unui singur guvernant (el însuși făcând eforturi de a prelua ducatul ca singur guvernant) a încheiat cu Wolfgang, singurul său frate aflat încă în viață în 1506, un contract cu semnificația unei legi a primogeniturii care se stabilea că cel mai mare fiu va succeda la conducerea ducatului. Contractul, semnat de comun acord cu Stările bavareze al cărui sigiliu i-a fost atașat, prevedea că frații mai mici urmau să poarte doar titlul de Conte de Bavaria fără a guverna.

### Primii ani
Wilhelm și frații săi au fost educați de cronicarul umanist Johannes Aventinus în spiritul trecutului istoric al Ducatului de Bavaria.
După moartea tatălui, ducele Albert al IV-lea, mama sa, Cunigunda, nu a susținut punerea în practică a legii primogeniturii astfel asigurându-și o relație avantajoasă cu fiii ei. Wilhelm și fratele său, Ludovic, au învățat curând să fie uniți împotriva intrigilor de la curtea bavareză.
La începutul cârmuirii, Wilhelm s-a aflat sub tutela unchiului său, Wolfgang de Bavaria până în 1511, apoi a domnit independent, avându-l consilier principal pe Leonhard von Eck până în 1515. La 15 mai 1516 Wilhelm și fratele său, Ludovic (Ernest avea doar 8 ani la moartea tatălui) au încheiat un acord care a fost pus în practică cu susținerea mamei lor. Pe baza acestui acord cei doi au guvernat împreună până la moartea lui Ludovic în 1545, cel din urmă având reședința în Landshut.

### Guvernarea
În 1522 Wilhelm și Ludovic au hotărât să lupte împreună împotriva răspândirii în Bavaria a învățăturilor lui Martin Luther și au început reformarea internă a Bisericii bazându-se pe autoritatea lor ca guvernatori. Papa Adrian al VI-lea a întărit prin trei bule emise în 1523 poziția și drepturile care reveneau ducilor în Biserică. Wilhelm și-a asumat sarcina de a controla finanțele Bisericii și de a îmbunătății educația clerului. În 1548 a emis primul regulament de funcționare a școlii și a solicitat participarea iezuiților în procesul de învățământ.
În viața laică Wilhelm a reformat funcționarea curții de justiție emițând în 1520 un nou regulament pentru Bavaria. Alegerea cancelarului și a consilierilor a fost făcută cu prudență. Cancelarul cu care Wilhelm a colaborat cel mai bine a fost Leonhard von Eck.
În 1525 fermierii din Ducatul de Suabia răsculați intenționau să implice Bavaria în revolta lor, dar fermierii bavarezi le-au respins acțiunile. Wilhelm și Ludovic au declarat că ei vor apăra pe toți cei ce se plâng de nedreptăți, că vor fi ascultați cu atenție, iar cererile lor vor fi cercetate. Ei au promis că vor apăra pacea și drepturile fermierilor. Ca urmare, nu numai locuitorii Bavariei, dar și cei din zone limitrofe ca Salzburg și Eichstätt, au fost atât de convinși de buna a celor doi duci doreasu să devină supușii lor.
Wilhelm, care datorită atitudinii sale echilibrate privind reforma câștigase încrederea multora, era un prinicipe creștin renascentist. În 1523 l-a angajat pe compozitorul Ludwig Senfl ca șef al orchestrei sale regale și a fondat colecția de picturi a familiei Wittelsbach.
Cu ocazia vizitei împăratului Carol al V-lea în 1530, Albrecht Altdorfer a pictat tabloul cunoscut sub numele de „Alexanderschlacht” al cărui subiect este Bătălia de la Issos. Privitor la principatele imperiale devenite protestante, Wilhelm a luptat pentru o ordine federativă în imperiu. Pe de altă parte, când împăratul în 1545 intenționa să lupte împotriva protestanților, l-a consultat pe vărul său Wilhelm pe care îl considera „atât de experimentat în problemele germane”. Wilhelm a rămas neutru în acest conflict, dar l-a căsătorit pe fiul său cel mare, Albert, cu Anna, fiica regelui romano-german Ferdinand I. Conform contractului de căsătorie, urmașilor lui Albert și ai Annei le reveneau de drept toate moștenirile familiei de Habsburg în cazul în care aceasta se stingea pe linie masculină. Ducii Bavariei credeau că astfel vor moșteni teritoriile austriece. Totuși, Ferdinand a eliminat această posibilitate printr-un codicil emis în 1547 la testamentul său din 1543.

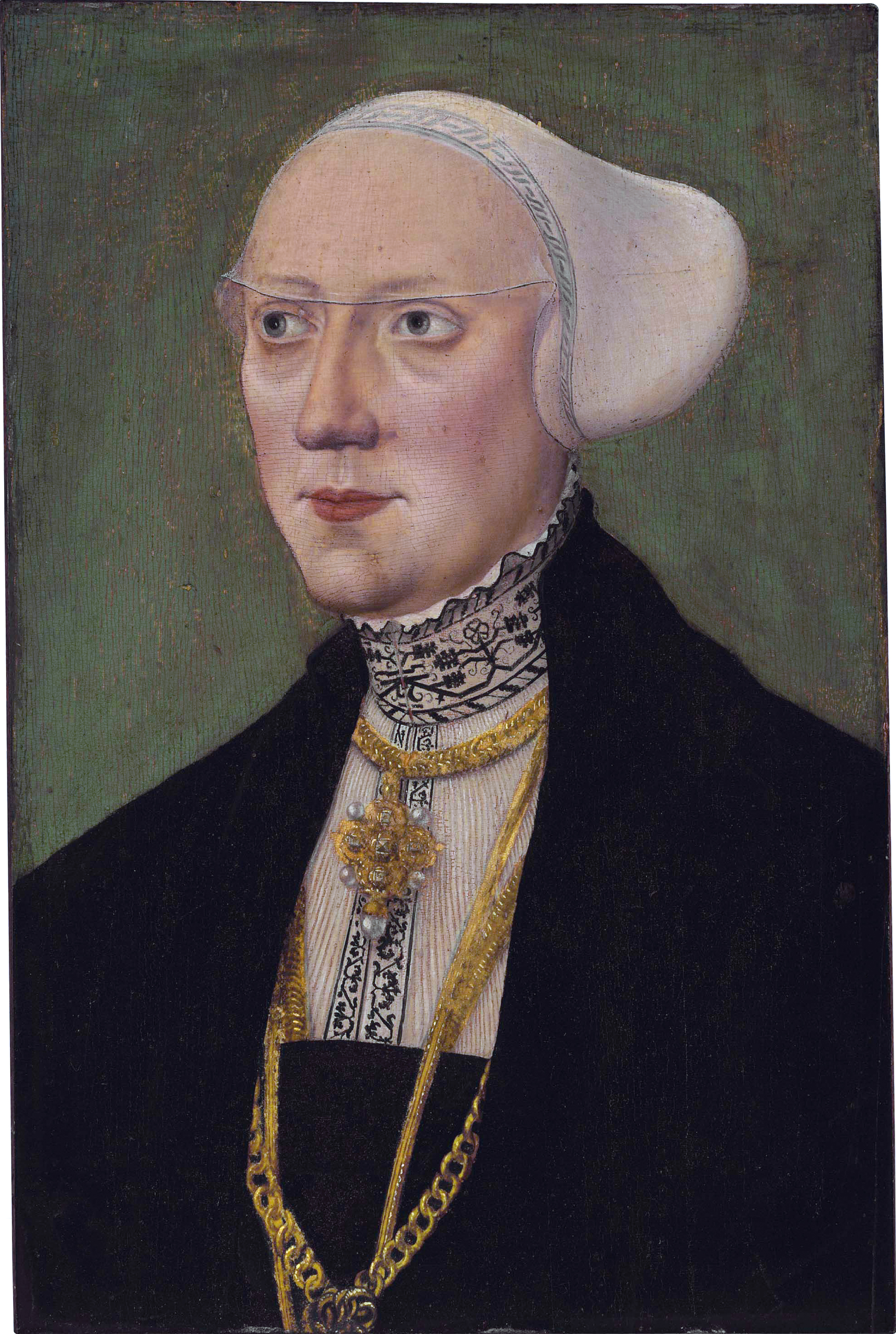
Maria Iacobea de Baden-Sponheim

Wilhelm a reușit cu oarecare succes să ajute menținerea catolicismului în Margrafiatul Baden, țara socrului său, principele imperial Filip I de Baden.

### Căsătorie și descendenți
Wilhelm s-a căsătorit pe 5 octombrie 1522 la München cu Maria Iacobea de Baden-Sponheim (1507–1580), fiica margrafului Filip I de Baden și a soției sale, Elisabeta a Palatinatului. Din această căsătorie au rezultat patru copii:
- Teodo (1526–1534);
- Albert (1528–1579), succesorul tatălui său, căsătorit în 1546 cu arhiducesa Anna de Austria (1528–1590), fiica împăratului Ferdinand I;
- Wilhelm (1529–1530);
- Matilda (1532–1565), căsătorită în 1547 cu margraful Philibert de Baden (1536–1569).

Wilhelm a avut un copil nelegitim din relația cu Margarete Hausner de Stettberg:
- Georg de Hegnenberg (n.c. 1509 – d. 1589 sau 1596).